# Wardrecques
Wardrecques là một xã ở tỉnh Pas-de-Calais, vùng Hauts-de-France của Pháp.

## Địa lý
Wardrecques có cự ly 6 dặm Anh (9 km) về phía đông nam Saint-Omer, trên đường D199.

## Dân số
| 1962                                                         | 1968 | 1975 | 1982 | 1990 | 1999 | 2006 |
| ------------------------------------------------------------ | ---- | ---- | ---- | ---- | ---- | ---- |
| 518                                                          | 530  | 541  | 946  | 1034 | 1068 | 1183 |
| Số liệu điều tra dân số từ năm 1962: Dân số không tính trùng |      |      |      |      |      |      |

## Địa điểm nổi bật
- Nhà thờ Notre-Dame, thế kỷ 16.
- Nhà nguyện thế kỷ 18.